# Louis Favoreu
Louis Favoreu, né le 5 septembre 1936 à Lucq-de-Béarn (Pyrénées-Atlantiques) et mort le 1er septembre 2004 à Aix-en-Provence (Bouches-du-Rhône), est un juriste et un universitaire français, spécialiste du droit public, professeur de droit, qui, outre ses charges d'enseignement, fut doyen de faculté et président d'université.

## Biographie
Louis Favoreu naît le 5 septembre 1936 à Lucq-de-Béarn, dans les Pyrénées-Atlantiques.
Il est lauréat de la faculté de droit de Paris en 1962 pour sa thèse de doctorat, a été reçu à l'agrégation de droit public en 1966 au concours présidé par André de Laubadère (rang 20e/21).
Il a été en poste à La Réunion. À son retour en métropole, il a enseigné le droit constitutionnel et le droit administratif à la faculté de droit d'Aix-en-Provence, dont il a été le doyen de 1973 à 1978. Il a également été président de l'université Paul-Cézanne-Aix-Marseille-III de 1978 à 1983.
Spécialiste reconnu du Conseil constitutionnel, il a régulièrement été consulté sur des questions relatives à ce dernier, tant en France qu'à l'étranger.
Entre 1997 et 2002, il est juge international à la Cour constitutionnelle de Bosnie-Herzégovine, et en devient le vice-président en mai 2001, après la guerre civile.
Il est le fondateur en 1990 de la Revue française de droit constitutionnel ainsi que de la fameuse expression de « bloc de constitutionnalité ».
Après sa mort survenue le 1er septembre 2004 à Aix-en-Provence, des mélanges lui sont dédiés dans un ouvrage paru en 2007 et intitulé Renouveau du droit constitutionnel : mélanges en l'honneur de Louis Favoreu.

## Hommages
L'Association française de droit constitutionnel, dont il fut le président de 1987 à 1999, a créé en sa mémoire le prix Louis-Favoreu décerné lors de chaque congrès de l'association.
Un amphithéâtre portant son nom est inauguré le 6 janvier 2011 par le président de l'université Paul-Cézanne-Aix-Marseille-III Marc Pena, où il a enseigné pendant plusieurs années.
Louis Favoreu est également docteur honoris causa des universités de Louvain, Madrid, Tokyo, Athènes et Oslo.

## Récompenses et distinctions

### Décorations
- Commandeur de l'ordre national du Mérite (décret du 10 novembre 1998)[4]

## Publications
- Annuaire international de justice constitutionnelle, Economica
- Droit des libertés fondamentales, Dalloz, Précis Dalloz
- Droit constitutionnel, Dalloz, Précis Droit public
- Les cours constitutionnelles, coll. Que sais-je ?, Presses universitaires de France

- Louis Favoreu, Didier Maus et Jean-Luc Parodi (dir.), L'écriture de la Constitution de 1958, Economica, 1999
- Louis Favoreu (dir.), Cours constitutionnelles européennes et droits fondamentaux, Economica, Droit public positif, 1999
- Louis Favoreu et Loïc Philip, Le Conseil constitutionnel, Paris, Presses universitaires de France, coll. « Que sais-je ? », 2005, 7e éd., 128 p. (ISBN 978-2-13-053079-4, lire en ligne)
- Louis Favoreu, Loïc Philip et al., Les grandes décisions du Conseil constitutionnel, Paris, Dalloz, coll. « Grandes décisions », 2011, 16e éd., 624 p. (ISBN 978-2-247-10657-8, lire en ligne)